# Mac & Katie Kissoon
Mac & Katie Kissoon es un dúo vocal originario de la Isla Trinidad, formado por los hermanos Mac (Gerald Farthing, 11 de noviembre de 1943 en Puerto España) y Katie Kissoon (Katherine Farthing, 11 de marzo de 1951 en Puerto España).

## Carrera
Mac y Katie Kissoon emigraron al Reino Unido con su familia en 1962. Katie comenzó a grabar en 1965 produciendo un total de cuatro sencillos bajo el nombre de Peanut y más tarde fue miembro de la agrupación Rag Dolls, lanzando un sencillo en 1967 y otro en 1968. Mac Kissoon fue miembro de the Marionettes entre 1966 y 1967, y luego dirigió su propia banda que tocó en bases estadounidenses en Europa. De vuelta al Reino Unido en 1969 grabó un disco en solitario, titulado Get Down With It - Satisfaction, que logró ubicarse en el número 29 en las listas de éxitos de los Países Bajos en febrero de 1970.
El dúo hizo su primera grabación con la canción de Lally Stott "Chirpy Chirpy Cheep Cheep" para el mercado británico. Mac y Katie Kissoon continuaron grabando juntos y aunque su siguiente sencillo, titulado "Freedom" no se registró ni en el Reino Unido ni en los Estados Unidos, la pista se distribuyó por toda Europa con ventas estimadas que se acercaban al millón de unidades. El dúo siguió cosechando éxitos en las listas de éxitos europeas, especialmente en los Países Bajos, y finalmente se abrió camino en el Reino Unido en 1975, cuando "Sugar Candy Kisses" alcanzó el tercer puesto.
Katie y Mac Kissoon eran muy solicitados como cantantes de apoyo y como músicos de estudio. Katie formó parte de la banda de James Last en la década de 1980, y su hermano Mac continuó allí hasta la muerte de Last. La carrera de Katie Kissoon ha continuado como corista de Van Morrison (desde 1978), Elkie Brooks (1982), Eric Clapton (desde 1986), Roger Waters (desde 1984), Elton John (1985), Eros Ramazzotti (1990), George Harrison (1991), Big Country (1991), Pet Shop Boys (1994), George Michael (1996), Robbie Williams (2000) y Mark Knopfler (2018).
En 1997, Mac y Katie Kissoon lanzaron un álbum de nuevo material llamado From Now On.
En 2002, Katie Kissoon apareció en el escenario del popular Concert for George. En 2006 también formó parte de la sección de apoyo de la gira mundial The Dark Side of the Moon Live de Roger Waters. La gira continuó durante nueve fechas en 2008, pero Katie no pudo presentarse y fue reemplazada por Sylvia Mason-James. En 2006 Katie aportó coros para el álbum de Andy Fairweather Low, Sweet Soulful Music.

## Sencillos
- "Chirpy Chirpy Cheep Cheep" (1971)
- "Freedom" (1972)
- "I've Found My Freedom" (1972)
- "Hey You Love" (1972)
- "Sing Along" (1972)
- "Song for Everybody" (1973)
- "Love Will Keep Us Together" (1973)
- "Sugar Candy Kisses" (1975)
- "Don't Do It Baby" (1975)
- "Like a Butterfly" (1975)
- "The Two of Us" (1976)
- "We Are Family" (1980)[6]